# Ernest Clinton

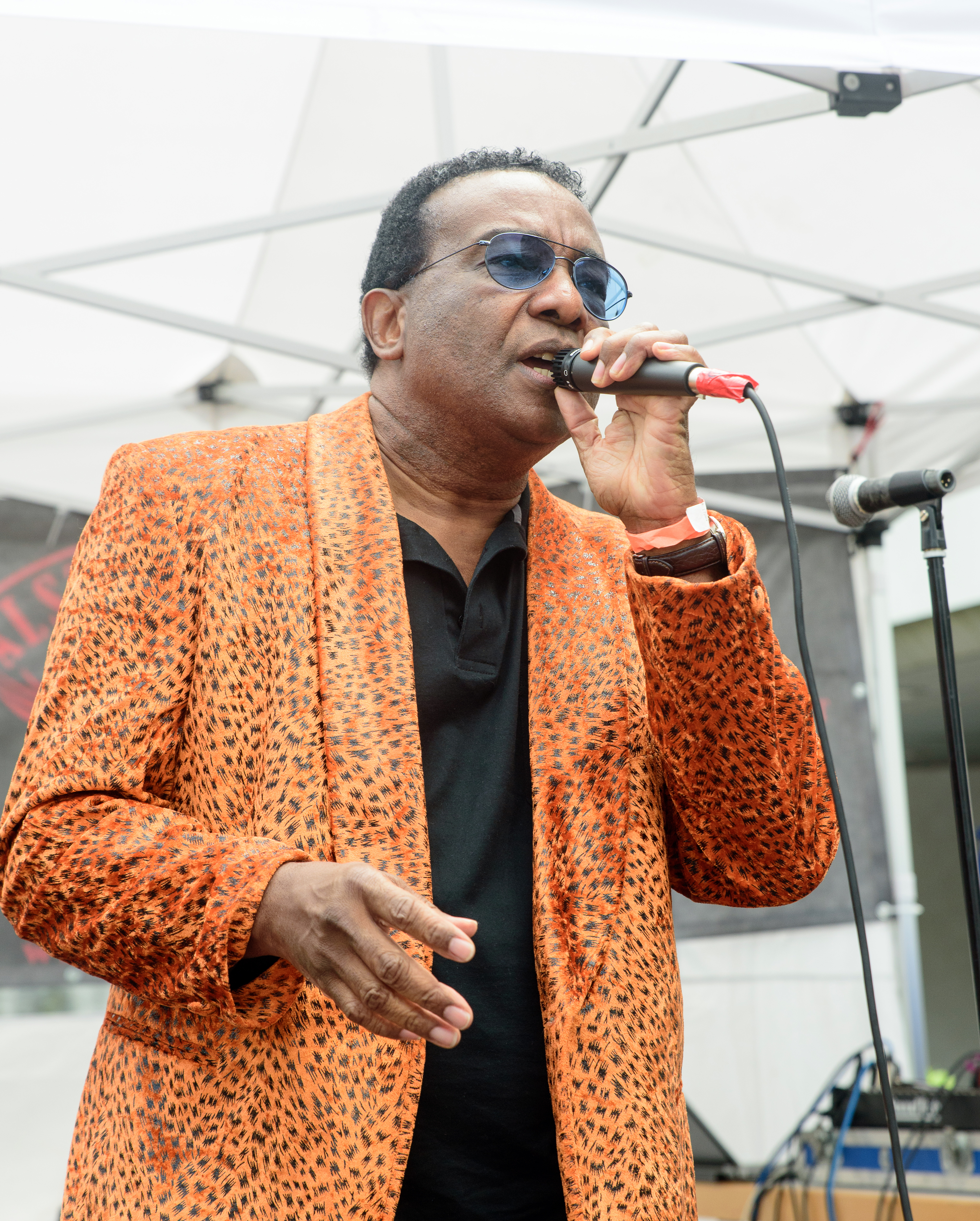
Ernest Clinton beim Bikers Blood for Help in Hamburg (2016)

Ernest Clinton (* 28. Juli 19xx in Monrovia, Liberia) ist ein Sänger, Songwriter und Musikproduzent.

## Leben
Clintons Mutter war Jazz-Sängerin; die Familie war sehr musikalisch. Er begann bereits als Kind mit dem Singen. In der Schulzeit entdeckte er seine Leidenschaft für die Gitarre, die bis heute sein bevorzugtes Instrument ist.
Im Alter von 15 Jahren komponierte und arrangierte Clinton seine ersten eigenen Songs. Auch vertiefte er in seiner Schulzeit das Spielen auf der Gitarre, das Singen wurde gemeinsam mit Schulkameraden verfeinert. Er war an der Gründung einer Schulband beteiligt, aus der sich die Band Soulful Dynamics bilden sollte. Als Gitarrist und Sänger der Band tourte er ab 1969 in Westdeutschland und hatte Erfolge mit deren Hits wie Mademoiselle Ninette. Im Jahre 1976 nahm er für Columbia Records die Single Na Na Na Gang Gang Gang auf, 1978 folgte Moonlight / Galaxy.
Clinton war 1979 an der Produktion des Songs Sun of Jamaica beteiligt, der den Grundstein zur Karriere der Goombay Dance Band legte, deren Sänger er seit 2017 ist.
Clinton lebt und arbeitet in Laboe.